# Буинск (Татарстан)
Буинск (на татарски: Буа или Buwa) е град, разположен в Югозападен Татарстан, в състава на Руската Федерация. Административен център на Буински район. Населението му към 1 януари 2018 година е 20 848 души.